# Малка джобна мишка
Малката джобна мишка (Perognathus longimembris) е вид бозайник от семейство Торбести скокливци (Heteromyidae).

## Разпространение
Видът е разпространен в Мексико (Долна Калифорния и Сонора) и САЩ (Айдахо, Аризона, Калифорния, Невада, Орегон и Юта).